# Esperança Nova
Esperança Nova este un oraș în Paraná (PR), Brazilia.